# Pterostylis baptistii
Pterostylis baptistii là một loài thực vật có hoa trong họ Lan. Loài này được Fitzg. miêu tả khoa học đầu tiên năm 1875.

## Hình ảnh

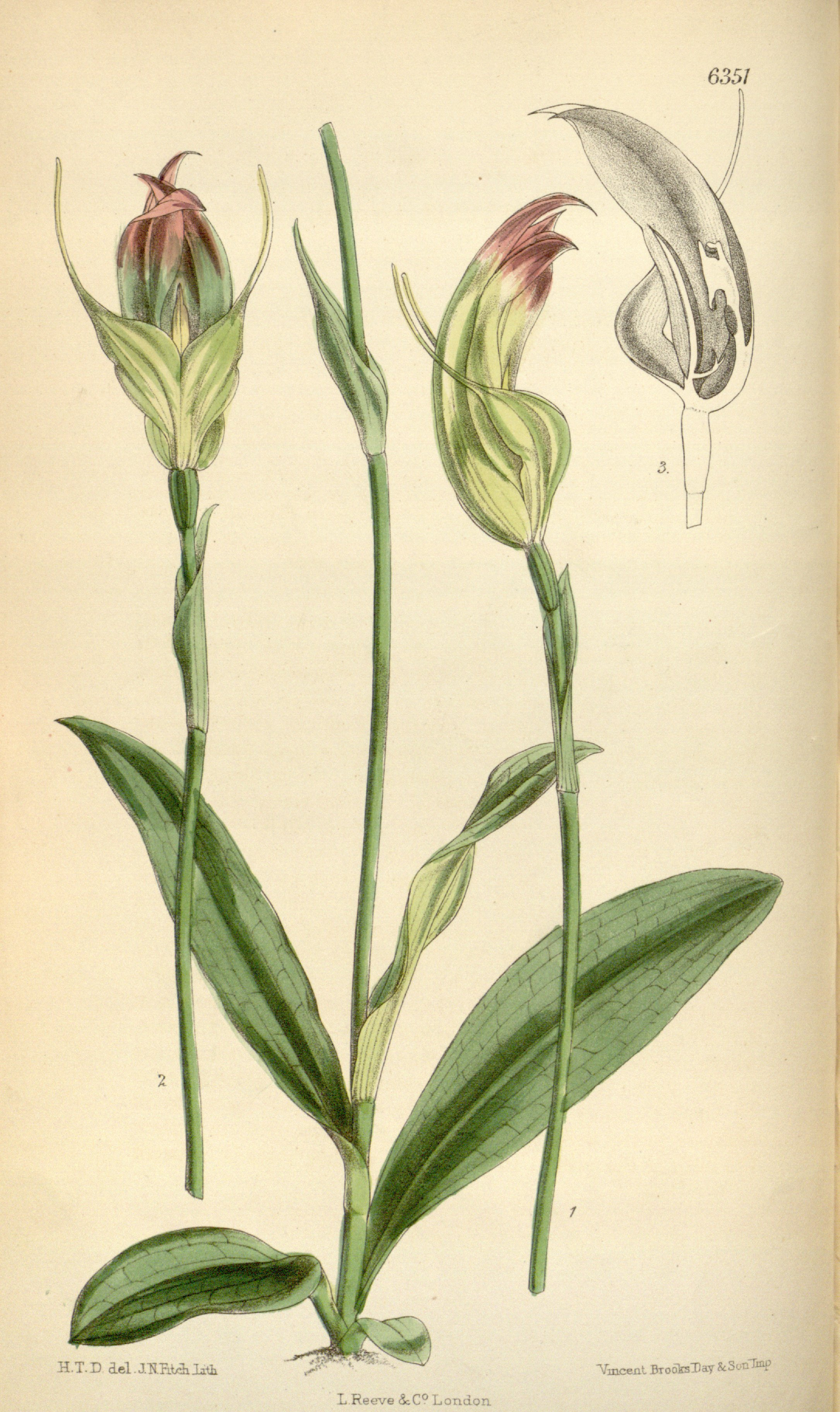